# Internationale Eishockey-Föderation
Der Internationale Eishockey-Verband (englisch International Ice Hockey Federation, französisch Fédération internationale de hockey sur glace, IIHF) ist der internationale Eishockeyverband. Er wurde am 15. Mai 1908 in Paris als Ligue Internationale de Hockey sur Glace (LIHG) gegründet. Am 14. März 1911 übernahm der Verband die kanadischen Spielregeln, nach denen ein Spiel dreimal 20 Minuten dauert. Der jetzige Name International Ice Hockey Federation (IIHF) wurde 1957 übernommen. Der Sitz der IIHF befindet sich in Zürich, Schweiz. Amtierender Präsident der IIHF ist Luc Tardif senior. Derzeit hat die IIHF 84 Mitglieder.
Die Föderation veranstaltet Weltmeisterschaften im Herren- und Fraueneishockey, für Junioren sowie – bis 2019 – im Inlinehockey, europäische Klubwettbewerbe und weitere Turniere für Nationalmannschaften. Die IIHF gibt nach den Weltmeisterschaften Weltranglisten für Nationalmannschaften der Herren und Frauen heraus.

## Organisation

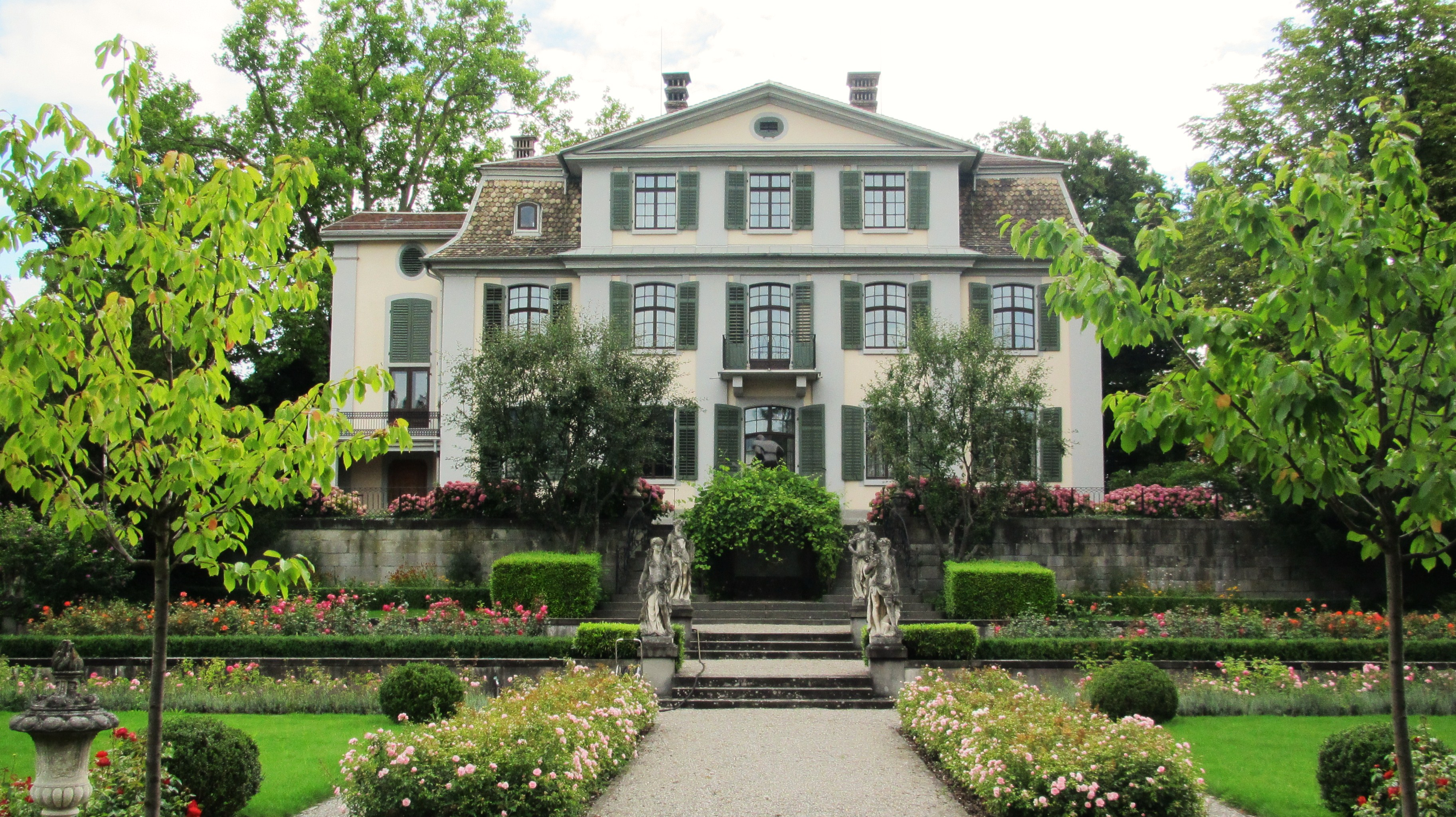
Villa Freigut, Hauptsitz der IIHF in Zürich

Höchstes Organ des IIHF ist seit 1975 der Kongress, der aus Vertretern aller Mitgliedsverbände zusammengesetzt ist. Jährlich finden zwei ordentliche Kongresse statt: der jährliche Kongress wird während des Turniers der Top-Division der Weltmeister der Herren am Hauptturnierort veranstaltet, der halbjährliche Kongress findet im Herbst statt. Daneben werden auf Antrag von einem Drittel der Mitgliedsverbände oder dem Vorstand außerordentliche Kongresse einberufen.
Der Kongress besteht aus den Vertretern der Mitgliedsverbände. Stimmberechtigt sind nur Vollmitglieder. Vollmitglieder, die an drei Weltmeisterschaften in Folge teilgenommen haben, haben zwei Stimmen, alle anderen eine Stimme. Er wählt für eine Amtszeit von vier (in Ausnahmefällen fünf) Jahren den Vorstand, das sogenannte Council, dem der Präsident vorsteht. Der Kongress vergibt außerdem die Turniere der Weltmeisterschaften, stimmt über Änderungen der Statuten ab und überprüft die Aktivitäten des Councils.
Das Council besteht aus dem Präsidenten, dem ersten Vize-Präsidenten (ab September 2021), drei Vizepräsidenten für die Regionen Europa/Afrika, Asien/Ozeanien und die Amerikas, sowie neun weiteren Mitgliedern. Der Generalsekretär der IIHF gehört dem Council ohne Stimmrecht an. Die vorletzte Wahl des Councils fand im September 2016 in Moskau statt. Die geplante Neuwahl des Councils im September 2020 in Sankt Petersburg wurde aufgrund der COVID-19-Pandemie um ein Jahr verschoben und im September 2021 durchgeführt.
Präsidenten der IIHF
| Präsident                         | Luc Tardif (seit 2021)                         | Luc Tardif (seit 2021)              | Luc Tardif (seit 2021)                      |
| Senior Vizepräsident              | Petr Bříza (seit 2021)                         | Petr Bříza (seit 2021)              | Petr Bříza (seit 2021)                      |
| Vizepräsidenten                   | Henrik Bach Nielsen (Europa/Afrika, seit 2021) | Bob Nicholson (Amerikas, seit 2012) | Aivaz Omorkanov (Asien/Ozeanien, seit 2021) |
| Weitere Mitglieder                | Zsuszanna Kolbenheyer (seit 2012)              | Marta Zawdzka (seit 2016)           | Franz Reindl (seit 2016)                    |
| Weitere Mitglieder                | Pawel Bure (seit 2021)                         | Andrea Gios (seit 2021)             | Heikki Hietanen (seit 2021)                 |
| Weitere Mitglieder                | Viesturs Koziols (seit 2021)                   | Anders Larsson (seit 2021)          | Raeto Raffainer (seit 2021)                 |
| Generalsekretär (ohne Stimmrecht) | Finnland Matti Nurminen (seit 2021)            | Finnland Matti Nurminen (seit 2021) | Finnland Matti Nurminen (seit 2021)         |

### Präsidenten
- 1908–1912:  Louis Magnus
- 1912–1920:  Henri Van den Bulcke *
- 1920–1922:  Max Sillig
- 1922–1947:  Paul Loicq
- 1947–1948:  Fritz Kraatz
- 1948–1951:  George Hardy
- 1951–1954:  Fritz Kraatz
- 1954–1957:  Walter A. Brown
- 1957–1960:  John Francis Ahearne
- 1960–1963:  Robert LeBel
- 1963–1966:  John Francis Ahearne
- 1966–1969:  William Thayer Tutt
- 1969–1975:  John Francis Ahearne
- 1975–1994:  Günther Sabetzki
- 1994–2021:  René Fasel[11]
- seit 2021:  Luc Tardif senior

## Mitglieder
| |
| Rot zeigt die Vollmitglieder, Blau die assoziierten Mitglieder, Grün den angeschlossenen Verband und Schwarz die suspendierten Verbände an. |

Der IIHF hat momentan 84 Mitglieder, davon 61 Vollmitglieder, 22 assoziierte Verbände und einen angeschlossenen Verband. Mitglieder der IIHF sind die Eishockeyverbände der Länder, also für Deutschland der Deutsche Eishockey-Bund, für Österreich der Österreichische Eishockeyverband und für die Schweiz der Schweizerische Eishockeyverband.
Vollmitglieder (IIHF Full Members) sind Nationen, die einen eigenen, unabhängigen Eishockeyverband haben (getrennt vom Wintersportverband) und die jährlich am IIHF-Meisterschaftsprogramm teilnehmen.
Assoziierte Mitglieder (IIHF Associate Members) sind Mitglieder, welche über keinen eigenständigen nationalen Eishockeyverband verfügen oder nicht regelmäßig an den IIHF-Meisterschaften teilnehmen. Die assoziierten Mitglieder verfügen über kein Stimmrecht in der IIHF-Vollversammlung.
Angeschlossene Mitglieder (IIHF Affiliate Members) nehmen nur an den Inline-Hockey-Wettbewerben der IIHF teil. Sie haben kein Stimmrecht in der IIHF-Vollversammlung. Derzeit ist nur Chile Affiliate Member.

### Gründungsmitglieder und Entwicklung der Mitgliedszahlen
An der Gründung der Ligue internationale de hockey sur glace nahmen Vertreter aus Belgien, England, der Schweiz sowie des Gastgebers Frankreich teil. Eingeladen waren auch Vertreter Deutschlands und Russlands, welche aber nicht zum Gründungstreffen erschienen. Der Verband Böhmens trat im Laufe des Jahres 1908 ein und wird daher manchmal als fünftes Gründungsmitglied der IIHF bezeichnet.
Deutschland trat ein Jahr später als sechstes Mitglied in die LIHG ein. Russland wurde 1911 als siebtes Mitglied aufgenommen, beteiligte sich aber bis zum Erlöschen der Mitgliedschaft 1920 nicht an LIHG-Wettbewerben.
Ebenfalls 1911 wurde der aus kanadischen Studenten bestehende Club Oxford Canadians aus Oxford, Großbritannien aufgenommen. Er wurde als Vertretung Kanadas verstanden. Die „Kanadier“ nahmen an der LIHG-Meisterschaft und teilweise als Gast an den Europameisterschaften teil und löste sich im Ersten Weltkrieg auf. 1912 wurden noch Österreich, Schweden und Luxemburg aufgenommen. Österreich allerdings erst, nachdem sie an der Europameisterschaft 1912 teilgenommen hatten, weshalb die EM nachträglich annulliert wurde. Luxemburg beteiligte sich erst 72 Jahre später an IIHF-Wettbewerben.
Zu den Olympischen Spielen 1920, bei dem erstmals ein Eishockeyturnier ausgetragen wurde, traten mit Kanada und den USA Verbände außerhalb Europas der LIHG bei. Das olympische Turnier wurde nachträglich zur Weltmeisterschaft erklärt. Österreich und Deutschland waren dagegen bis 1924 bzw. 1926 suspendiert. 1930 trat mit Japan der erste asiatische Verband bei, 1937 Südafrika als erster afrikanischer Verband. Kurz vor Ausbruch des Zweiten Weltkriegs hatte die LIHG 25 Mitglieder.
1950 folgten Australien und 1984 Brasilien als erster Verband Südamerikas. 1952 war die Sowjetunion beigetreten, die rasch zu einer der stärksten Eishockeynationen wurde – zuvor wurde in Russland hauptsächlich Bandy gespielt. Die Mitgliederzahl stagnierte, 1982 hatte die IIHF 30 Mitglieder. In den folgenden zehn Jahren gab es zehn Neumitglieder. Durch die politischen Umwälzungen in Osteuropa, insbesondere der Auflösung der Sowjetunion, wurden alleine 1992/93 elf neue Mitglieder in die IIHF aufgenommen. Seitdem wuchs die Zahl der Mitglieder ständig, im Durchschnitt wurde ein Mitglied pro Jahr aufgenommen. Die Neumitglieder kamen insbesondere aus Asien und aus Süd- und Mittelamerika; der Großteil davon mit dem Status Assoziiertes Mitglied.

## Wettbewerbe
Die IIHF ist bzw. war Ausrichter verschiedener Eishockeyturniere:

### Nationenturniere
- Olympisches Eishockeyturnier (Mitausrichter)
  - für Herren seit 1920
  - für Frauen seit 1998
- Eishockey-Weltmeisterschaft
  - der Herren seit 1920
  - der Frauen seit 1990
  - der Junioren U20 seit 1977
  - der Junioren U18 seit 1999
  - der Juniorinnen U18 seit 2008
- Challenge Cup of Asia seit 2008
- Euro Hockey Challenge seit 2011
- Euro Ice Hockey Challenge seit 2001
- Inlinehockey-Weltmeisterschaft seit 1983
- IIHF Development Cup seit 2017

### Klubturniere
- IIHF Continental Cup seit 1997, 1994–96 als IIHF Federation Cup

### Ehemalige Wettbewerbe
- Europameisterschaft
  - der Herren 1910–1991 (bis 1932 als eigenständiges Turnier)
  - der Frauen 1989–1996
  - der Junioren U19 1968–1976, U18 1977–1998
- Europäische Bandy-Meisterschaft 1913
- LIHG-Meisterschaft 1912–1914
- Thayer Tutt Trophy 1980–1988
- Eishockeymeisterschaft des Pazifiks (Frauen) 1995/96
- Asien-/Ozeanienmeisterschaft der Junioren U18 1984–1998
- Victoria Cup 2008–2009
- Europäische Klubwettbewerbe
  - Europapokal 1965–1997
  - IIHF Federation Cup 1994–1995
  - European Hockey League 1996–2000
  - European Champions Cup 2005–2008
  - Champions Hockey League 2008/09
  - IIHF Super Cup 1997–2000
  - IIHF European Women Champions Cup 2005–2015

## Kritik
Im Zuge der Proteste in Belarus 2020 erfuhr die Internationale Eishockey-Föderation erhebliche Kritik, weil sie weiterhin an den Plänen festhielt, die Eishockey-Weltmeisterschaft der Herren 2021 in Minsk abzuhalten. Dem belarussischen Machthaber Aljaksandr Lukaschenka werden schwere Verbrechen gegen die Menschlichkeit vorgeworfen. Dem Präsidenten des Belarussischen Eishockeyverbands Dsmitryj Baskau wird vorgeworfen, in die Tötung des Demonstranten Raman Bandarenka verwickelt zu sein, weswegen ihm die Einreise nach Lettland verboten worden ist, sowie Ermittlungen von Seiten der Athletenvertretung Belarusian Sport Solidarity Foundation (BSSF) aufgenommen worden sind. Der Präsident der IIHF Fasel erklärte, dass vor allem finanzielle Gründe gegen eine Verlegung der WM sprechen würden: «Wir haben einen Vertrag mit dem belarussischen Eishockey-Verband. Unsere Pflicht ist es, die Eishockey-WM durchzuführen. Es gäbe auch Folgen, wenn man diese jetzt nicht abhält».
2024 schloss der Weltverband Israel von den anstehenden Wettbewerben aus. Der Deutsche Eishockey-Bund zeigte sich bestürzt über diese Entscheidung.

## Jubiläum
Im Jahr 2008 feierten der Internationale wie auch der Schweizerische Verband ihr 100-Jahr-Jubiläum. Die Schweizerische Post gab zu dem runden Geburtstag eine Sondermarke im Wert von einem Franken zu Ehren der beiden Verbände heraus. Die IIHF selbst hatte auf dem Rasen vor ihrem Sitz eine provisorische Kunsteisbahn (28 mal 14 Meter) errichten lassen. Neben verschiedenen Jubiläumsanlässen war die Bahn von Dezember 2007 bis November 2008 auch für die Öffentlichkeit nutzbar.